# Aclis occidentalis
Aclis occidentalis is een slakkensoort uit de familie van de Eulimidae. De wetenschappelijke naam van de soort is voor het eerst geldig gepubliceerd in 1894 door Hemphill.